# Stizolestes modellus
Stizolestes modellus är en tvåvingeart som först beskrevs av Stanley Willard Bromley 1932.  Stizolestes modellus ingår i släktet Stizolestes och familjen rovflugor. Inga underarter finns listade i Catalogue of Life.